# Aleja Tadeusza Mazowieckiego w Lublinie
Aleja Tadeusza Mazowieckiego – arteria komunikacyjna w Lublinie, o długości 1,06 km. W całości jest częścią obwodnicy miejskiej.
Ulica jest dwujezdniowa i ma dwa pasy w każdą stronę. Jest przedłużeniem ul. Bohaterów Monte Cassino.

## Przebieg
Rozpoczyna się od skrzyżowania z ul. Wojciechowską i jest kontynuacją Bohaterów Monte Cassino. Krzyżuje się bezkolizyjnie z ul. Nałęczowską i kończy się rondem 100-lecia KUL, z którego wjeżdża się na al. Solidarności. Na rondzie znajduje się z prawej strony ulicy zjazd w ul. Jaśminową, prowadzącą w głąb osiedla na Sławinku.

## Historia
Ulicę oddano do użytku 28 lipca 2018 r. jako przedostatni fragment obwodnicy.